# ساكاتا (ياماغاتا)
مدينة ساكاتا (بالإنجليزية: Sakata)‏ هي أحد المدن التابعة لمحافظة ياماغاتا. تأسست رسميًا في 01/11/2005. ويقدر عدد سكانها بـ 114964 نسمة حسب تقدير مكتب الإحصاء الياباني لعام 2012. تبلغ مساحة ساكاتا 602.79 كم2. بكثافة سكانية تبلغ 191 نسمة/كم2.

## المناخ
يظهر الجدول التالي التغييرات المناخية على مدار السنة لساكاتا:
| البيانات المناخية لـساكاتا          | البيانات المناخية لـساكاتا | البيانات المناخية لـساكاتا | البيانات المناخية لـساكاتا | البيانات المناخية لـساكاتا | البيانات المناخية لـساكاتا | البيانات المناخية لـساكاتا | البيانات المناخية لـساكاتا | البيانات المناخية لـساكاتا | البيانات المناخية لـساكاتا | البيانات المناخية لـساكاتا | البيانات المناخية لـساكاتا | البيانات المناخية لـساكاتا | البيانات المناخية لـساكاتا |
| الشهر                               | يناير                      | فبراير                     | مارس                       | أبريل                      | مايو                       | يونيو                      | يوليو                      | أغسطس                      | سبتمبر                     | أكتوبر                     | نوفمبر                     | ديسمبر                     | المعدل السنوي              |
| ----------------------------------- | -------------------------- | -------------------------- | -------------------------- | -------------------------- | -------------------------- | -------------------------- | -------------------------- | -------------------------- | -------------------------- | -------------------------- | -------------------------- | -------------------------- | -------------------------- |
| متوسط درجة الحرارة الكبرى °م (°ف)   | 4.3 (39.7)                 | 4.8 (40.6)                 | 8.9 (48.0)                 | 14.8 (58.6)                | 19.7 (67.5)                | 23.6 (74.5)                | 27.1 (80.8)                | 29.6 (85.3)                | 25.3 (77.5)                | 19.5 (67.1)                | 13.2 (55.8)                | 7.7 (45.9)                 | 16.5 (61.7)                |
| المتوسط اليومي °م (°ف)              | 1.7 (35.1)                 | 1.9 (35.4)                 | 4.6 (40.3)                 | 10.2 (50.4)                | 15.3 (59.5)                | 19.6 (67.3)                | 23.3 (73.9)                | 25.3 (77.5)                | 21.1 (70.0)                | 15.1 (59.2)                | 9.3 (48.7)                 | 4.5 (40.1)                 | 12.7 (54.9)                |
| متوسط درجة الحرارة الصغرى °م (°ف)   | −1.0 (30.2)                | −1.1 (30.0)                | 1.0 (33.8)                 | 5.7 (42.3)                 | 11.1 (52.0)                | 16.1 (61.0)                | 20.2 (68.4)                | 21.7 (71.1)                | 17.3 (63.1)                | 11.0 (51.8)                | 5.5 (41.9)                 | 1.6 (34.9)                 | 9.1 (48.4)                 |
| الهطول مم (إنش)                     | 168.1 (6.62)               | 114.0 (4.49)               | 106.7 (4.20)               | 102.4 (4.03)               | 121.4 (4.78)               | 120.7 (4.75)               | 209.0 (8.23)               | 178.5 (7.03)               | 162.1 (6.38)               | 180.5 (7.11)               | 225.0 (8.86)               | 204.0 (8.03)               | 1٬892٫4 (74.51)            |
| متوسط تساقط الثلوج سم (إنش)         | 122 (48)                   | 98 (39)                    | 35 (14)                    | 1 (0.4)                    | 0 (0)                      | 0 (0)                      | 0 (0)                      | 0 (0)                      | 0 (0)                      | 0 (0)                      | 8 (3.1)                    | 56 (22)                    | 320 (126.5)                |
| متوسط الأيام المثلجة                | 15.8                       | 15.7                       | 15.6                       | 7.2                        | 0.7                        | 0.0                        | 0.0                        | 0.0                        | 0.0                        | 0.2                        | 3.8                        | 10.9                       | 69.9                       |
| متوسط الرطوبة النسبية (%)           | 71                         | 70                         | 67                         | 68                         | 71                         | 75                         | 79                         | 76                         | 75                         | 72                         | 71                         | 71                         | 72                         |
| ساعات سطوع الشمس الشهرية            | 39.4                       | 59.2                       | 117.2                      | 172.4                      | 191.2                      | 178.6                      | 164.0                      | 208.2                      | 150.7                      | 141.5                      | 89.9                       | 43.9                       | 1٬556٫2                    |
| المصدر: Japan Meteorological Agency |                            |                            |                            |                            |                            |                            |                            |                            |                            |                            |                            |                            |                            |

## أعلام
- كينغيرو آبي
- تاكاهيرو ساتو
- أتسوشي كانيكو
- هوما مونهيسا
- هارو ناكاجيما